# Ixtlahuacán (Colima)
Ixtlahuacán is een plaats in de Mexicaanse deelstaat Colima. De plaats heeft 3.961 inwoners (census 2005) en is de hoofdplaats van de gemeente Ixtlahuacán.